# Za dobra stara vremena 2005
Za dobra stara vremena 2005 je kompilacija hitova sastava Novi fosili.

## Popis pjesama
1. "Da te ne volim"
2. "Bilo mi je prvi put"
3. "Saša"
4. "Plava košulja"
5. "Neveni žuti"
6. "Tonka"
7. "Za dobra, stara vremena"
8. "Šuti, moj dječače plavi"
9. "Milena"
10. "Nebeske kočije"
11. "Još te volim"
12. "Samo mi se javi"